# پیرشینگ ام تروبنبرگ
پیرشینگ ام تروبنبرگ (به آلمانی: Pirching am Traubenberg) یک منطقهٔ مسکونی در اتریش است که در زودوست‌اشتایرمارک واقع شده‌است. پیرشینگ ام تروبنبرگ ۱۶٫۶۷ کیلومتر مربع مساحت دارد ۳۵۰ متر بالاتر از سطح دریا واقع شده‌است.